# Rural Municipality of Big Quill No. 308
Big Quill No. 308 ist eine Landgemeinde (Rural Municipality) in der Provinz Saskatchewan in Kanada. Sie umfasst den südlichen und südöstlichen Teil des Big Quill Lake, größter der drei Quill Lakes, und erstreckt sich von dort aus nach Süden. Die wichtigste Ortschaft ist Kandahar. Als Enklaven innerhalb des Gemeindegebietes liegen die eigenständigen Kleinstädte Wynyard und Dafoe.
In ostwestlicher Richtung quer durch das Gemeindegebiet verlaufen der Highway 16 als Teilstück des Yellowhead Highways sowie die Eisenbahnstrecke von Winnipeg nach Saskatoon. Auf dem Territorium liegt auch der kleine Flugplatz Wynyard.
Die ersten europäischen Siedler auf dem Gebiet der Gemeinde stammten aus Island, später zogen auch Polen und Ukrainer nach. Dies spiegelt sich in den beiden einzigen denkmalgeschützten Gebäuden wider: Amma’s House, erbaut 1919 von Isländern am damaligen Westrand eines als Vatnabyggd bezeichneten Siedlungsbereiches, sowie St. John Bohoslav Krasne, ein zwischen 1927 und 1964 in mehreren Schritten für Angehörige der Ukrainisch-katholischen Kirche errichtetes Gotteshaus.
Von wirtschaftlicher Bedeutung in der weitgehend landwirtschaftlich geprägten Gemeinde ist Big Quill Ressources, Kanadas größter Produzent von Kaliumsulfat. Ehemals Teil der Potash Corporation of Saskatchewan und zwischenzeitlich im Besitz der Beschäftigten gehört die Firma seit 2011 zu Compass Minerals. Die Gewinnung von Kalisalzen (Sylvinit und Carnallitit) im Untertagebergbau am südlichen Stadtrand von Wynyard befindet sich, Stand 2016, in der Explorationsphase.

## Gemeinden
Town
- Wynyard

Village
- Dafoe

Organized Hamlet
- Kandahar

Gemeindefreie Gebiete
- Copeland
- Krasne